# Sân bay Miquelon
Sân bay Miquelon (tiếng Pháp: Aéroport de Miquelon) (IATA: MQC, ICAO: LFVM) là một sân bay phục vụ đô thị Miquelon-Langlade, ở cộng đồng hải ngoại (collectivité d'outre-mer) Saint Pierre và Miquelon, ngoài khơi bờ biển phía đông của Canada gần Newfoundland.

## Các hãng hàng không và các tuyến điểm
- Air Saint-Pierre (Saint-Pierre)